# NGC 671
NGC 671 este o galaxie spirală situată în constelația Berbecul. A fost descoperită în 17 septembrie 1885 de către Lewis Swift. De asemenea, a fost observată încă o dată de către Herbert Howe.